# Гипоальдостеронизм
Гипоальдостерони́зм - это состояние, при котором кора надпочечников секретирует меньше альдостерона, чем требуется в норме. 
Как и гиперальдостеронизм, может быть первичным и вторичным. Дефицит альдостерона, связанный с гипофункцией надпочечников, наблюдается при аддисоновой болезни, синдроме Уотерхауза-Фридериксена и врожденной недостаточности ферментов, участвующих в биосинтезе стероидов.
Вторичный гипоальдостеронизм может быть следствием угнетения системы ренин-ангиотензин, дефицита АКТГ, злоупотребления минералокортикоидными препаратами или лакрицей.
При недостатке альдостерона организм непрерывно теряет натрий, в связи с чем уменьшается объём внеклеточной жидкости, а это приводит к утомляемости, головным болям, гипотонии и тахикардии. Одновременная задержка K+ и H+ вызывает гиперкалиемию и ацидоз, проявляющиеся в виде соответственно сердечной аритмии и мышечных спазмов, гипервентиляции и помутнения сознания.